# Puente de Villalonquéjar
El actual puente de Villalonquéjar data del siglo XVIII (1778) y se encuentra en el barrio burgalés de Villalonquéjar, a 5 km al oeste del centro de la ciudad de Burgos (Castilla y León, España). Este puente atraviesa el río Ubierna, un afluente del río Arlanzón, que nace en el Páramo de Masa. Se sitúa junto a la estación depuradora de Villalonquéjar, en el paso de la antigua calzada romana de Tarragona a Astorga. Aunque su estructura es medieval, el puente ha sido intervenido y modificado en varias ocasiones. Destaca la modificación que llevó a cabo en 1778 el arquitecto Alfonso Rodríguez Regalado, cuyo proyecto fue aprobado por la Real Academia de Bellas Artes de San Fernando.

## Estilo
Pese a que el origen de este puente es indudablemente romano (puesto que pasa la calzada antes de subir a Deobrígula en Tardajos), el estilo de este puente es el neoclásico. En la estructura actual de este puente se pueden diferenciar rasgos propios del antiguo puente medieval además de las transformaciones de estilo neoclásico llevadas a cabo siguiendo el plano elaborado en 1778.

## Autoría y escuela
De acuerdo con las indicaciones emitidas por la Real Academia de las Bellas Artes de San Fernando, se reconoce como autor de este puente a Alfonso Rodríguez Regalado.

## Descripción Histórica
El Puente de Villalonquéjar es un puente medieval, su trazado se corresponde con la antigua calzada romana que iba de Tarragona a Astorga. Durante la época medieval y la Edad Moderna, formó parte del camino directo a la ciudad de Burgos. A lo largo de su historia, el puente de Villalonquéjar ha sufrido sucesivas intervenciones, de las cuales destaca su reconstrucción en 1778 de manos del arquitecto Alfonso Rodríguez Regalado. Tradicionalmente, el pueblo de Villalonquéjar formaba parte del alfoz de Burgos como población independiente, pero hoy ha quedado finalmente englobado en el de esta ciudad.

## Descripción

### Tipológica
El Puente de Villalonquéjar es un puente de sillería de perfil alomado. Está hecho de arcos de medio punto con tajamares apuntados aguas arriba y tajamares cuadrados aguas abajo con sombrerete. Las entradas del puente están flanqueadas por figuras de leones sosteniendo escudos de Castilla y de la antigua Caput Castellae.

### Técnica
La longitud de este puente es de 62 metros, su anchura es de 7 metros y su altura es de 6,9 metros. Tiene 5 vanos rebajados que alcanzan los 12,00 metros de luz y cuentan con bóvedas escarzanas y estribos y tímpanos de sillería. Tiene una imposta tangente a su boquilla. Los tajamares son semicilíndricos con sombrerete cónico y tienen semitajamares en las esquinas (tanto para aguas arriba como para aguas abajo). El pretil es de sillería con albardilla. Este puente tiene sillares de trasdós y estribos abujardados.

## Usos del puente
- Uso original: era un puente de uso público.
- Uso principal actual: da paso a la depuradora.